# Ahmet Özer
Ahmet Özer (* 2. Juni 1994 in Gölcük) ist ein türkischer Fußballspieler.

## Karriere
Özer spielte ab 2005 für die Nachwuchsabteilung von Gölcük Şirinköyspor und wurde noch im gleichen Jahr in den Nachwuchs von Gölcükspor geholt. Später spielte er noch in den Jugendabteilungen der Erstligisten Beşiktaş Istanbul, Fenerbahçe Istanbul und Elazığspor.
Seine Profikarriere startete er im Sommer 2013 bei seinem früheren Verein Gölcükspor. Zur Saison 2014/15 wechselte Özer in die türkische TFF 1. Lig zum Aufsteiger Alanyaspor. Für die Rückrunde der Saison 2015/16 lieh ihn sein Verein an Tarsus İdman Yurdu  aus.